# Басаргин, Владимир Григорьевич
Влади́мир Григо́рьевич Басаргин (17 (29) июня 1838 года — 16 (28) апреля 1893 года, Ялта) — российский вице-адмирал и географ, исследователь залива Петра Великого и Русской Америки. Преподаватель цесаревича Николая Александровича по курсу военно-морского дела. Дядя художника Михаила Врубеля.

## Детство и юность
Родился в Санкт-Петербурге 17 июня 1838 г. в семье военного моряка Григория Гавриловича Басаргина, из дворянского рода Басаргиных, известного с XVI века, и Анны Карловны фон Краббе. Поступил 13 сентября 1853 г. гардемарином в Морской кадетский корпус и уже через год участвовал в обороне Кронштадта от английско-французской эскадры, неся службу на кораблях «Сысой Великий» и «Прохор».
С отличием окончив училище в 1855 г., Басаргин получает 4 мая чин мичмана и отправляется служить на Балтийский флот, на корвет «Удав». В 1857 г. на этом судне он совершает переход из Кронштадта в Николаев.

## Дальнейшая служба
В 1858 г. будущий адмирал получает назначение на корвет «Рында», находящийся под командованием капитан-лейтенанта Н. Н. Андреева, и в составе 2-го Амурского отряда под общим командованием капитана 1-го ранга А. А. Попова вместе с корветом «Гридень» и клипером «Опричник» отправляется из Кронштадта на Дальний Восток. Через год «Рында» вместе с корветом «Новик» покидают Японское море и в 1860 г. возвращаются в Кронштадт.
17 октября 1860 г. Басаргин за отличную службу был произведён в лейтенанты.

## Послужной список
- 13 сентября 1853 — Поступил гардемарином в Морской кадетский корпус.
- 1854 — Участвовал в обороне Кронштадта от англо-французской эскадры.
- 4 мая 1855 — Мичман. Служил в Балтийском Флоте.
- 1858—1860 — Плавание из Кронштадта на Дальний Восток и обратно на корвете «Рында».
- 17 октября 1860 — За отличную службу произведён в лейтенанты.
- 1861 — В должности старшего офицера корвета «Новик» вторично перешёл на Тихий океан.
- 12 августа — 15 октября 1862 — Гидрографические работы в северо-западной части залива Петра Великого (экспедиция Бабкина).
- 21 ноября 1862 — Исполняющий должность командира корвета «Рында».
- 1863 — В Сан-Франциско вошёл в состав Тихоокеанской эскадры контр-адмирала А. А. Попова для крейсирования у западного побережья Северной Америки. По пути посетил Новоархангельск и выполнил опись реки Стикин в проливе Фредерик.
- 15 марта — 25 октября 1864 — Возвращение в Ревель. 20 апреля 1864 года назначен командующим корветом «Рында».
- 1 января 1865 — Произведён в капитан-лейтенанты с назначением на Балтийский флот.
- 1867—1877 — Командир фрегата «Князь Пожарский»[6].
- 1 января 1873 — Капитан 2-го ранга.
- 1873—1875 — Плавание в Средиземное море.
- 1 января 1877 — Капитан 1-го ранга.
- 24 ноября 1880 — Командир броненосца «Петр Великий».
- 25 апреля 1883 — Командир броненосного фрегата «Дмитрий Донской».
- 15 марта 1885 — Начальник Учебно-артиллерийского отряда Балтийского флота.
- 1 января 1886 — Контр-адмирал с назначением флаг-капитаном императора Александра III.
- 26 февраля 1886 — Зачислен в свиту Его Императорского Величества на должность флаг-капитана ЕИВ, оставаясь в ней до дня кончины[7].
- 1890—1891 — Флагман отдельного отряда кораблей, сопровождавших цесаревича Николая в плавании от Триеста на Дальний Восток. Из Владивостока сопровождал наследника через Сибирь в Санкт-Петербург.
- 1 января 1892 — Вице-адмирал с назначением генерал-адъютантом.

В 1892 году, сопровождая императорскую семью в плавании из Балтийского моря в Крым, простудился и в 1893 году умер в Ялте. Похоронен в Сергиевой Приморской пустыни.

## Награды
Российской империи:
- Орден Святого Станислава 2-й степени (1870).
- Орден Святой Анны 2-й степени (1873).
- Орден святого Владимира 4-й степени (1878).
- Орден святого Владимира 3-й степени (1883).
- Орден Святого Станислава 1-й степени (1889).
- Орден Святой Анны 1-й степени (1893).

Иностранных государств:
- Орден Короны Италии (1875, королевство Италия)
- Орден Спасителя командорский крест (1875, королевство Греция)
- Орден Спасителя большой крест (1886, королевство Греция)
- Орден Красного орла 2-го класса со звездой (22 июля 1888, королевство Пруссия)[9]
- Орден Короны 1-го класса (7 июня 1892, королевство Пруссия)[10]

## Семья
Жена: Юлия Алексеевна Басаргина (ум. 6 февр. 1895 г.)

## Память
- Именем Басаргина названы улица во Владивостоке, полуостров и маяк в проливе Босфор-Восточный.
- Мыс Басаргина (Японское море, Залив Петра Великого, полуостров Муравьева-Амурского, мыс нанесён на карту в 1859—1861 гг. под названием мыс Филаретов, после работ экспедиции В. М. Бабкина мыс в 1862 году был назван по фамилии В. Г. Басаргина)[11].
- Гора Басаргина (Тихий океан, побережье Северной Америки, архипелаг Александра, 56°44′ с.ш., 132°13′ з.д., название присвоено в 1877 году канадским инженером и исследователем Хантером)[11].
- В честь русского адмирала названа морская рыба, обитающая у берегов Хоккайдо и Южных Курил, — бычок Басаргина головастиковидный (лат. Eurymen bassargini)[12].